# D19 (Territoire de Belfort)
De D19 is een departementale weg in het Oost-Franse departement Territoire de Belfort. De weg loopt van de grens met Haute-Saône via Belfort en Delle naar de grens met Zwitserland. In Haute-Saône loopt de weg als N19 verder naar Lure en Parijs. In Zwitserland loopt de weg verder als Hauptstrasse 6 naar Delémont en Biel.

## Geschiedenis
Oorspronkelijk was de D19 onderdeel van de N19. In 2006 werd de weg overgedragen aan het departement Territoire de Belfort, omdat de weg geen belang meer had voor het doorgaande verkeer vanwege de parallelle expresweg N1019. De weg is toen omgenummerd tot D19.